# 과잉치
과잉치(supernumerary tooth, hyperdontia)는 정상 치아 수 이외에 더 많은 치아가 발견되는 병이다.

## 유병율
정중치는 상악 정중선 부위에서 가장 흔히 발견되는데 이를 정중과잉치(mesiodens)라고 한다. 정중치는 유치열기에서 0.3-0.8% 정도의 빈도로 존재하며 영구치열기에선 1.5%-3.5% 정도의 빈도로 존재한다. 남성에서 발견되는 경우가 여성보다 2배 정도 많으며, 2개 이상의 과잉치는 남성에서 여성보다 3배 정도 더 많이 관찰된다. 과잉치의 90% 이상은 상악골에서 발견된다.
과잉치가 발생하는 부위를 그 빈도순으로 나열하면 다음과 같다.
1. 상악 정중선 부위
2. 상악 제3대구치 후방
3. 상악 대구치부
4. 하악 소구치부
5. 하악 제3대구치 후방
6. 상악 소구치부

## 합병증
유치열기에 발생한 과잉치는 영구치의 맹출을 방해할 수 있으며 입안에 치아가 배열될 공간이 부족하게 되어 총생과 같은 부정교합이 발생할 수 있다. 또한 인접치의 치근을 흡수하거나 낭종을 형성할 수 있으며, 비강, 상악동, 경구개로 함입되거나 신경을 압박하여 지각이상을 초래할 수 있다.
성인에서 발견되는 경우 대개 무증상으로 정기 구강 검진 중 우연하게 발견되는 경우가 많다.

## 치료
수술적으로 제거하는 것이 유일한 치료법이다. 현재 무증상이거나 환자가 수술을 원하지 않는 경우 주기적인 방사선 사진 촬영을 통해 병적 변화가 없는지를 관찰하여야 한다.

## 같이 보기
- 사랑니